# イングルウッド (ニュージーランド)

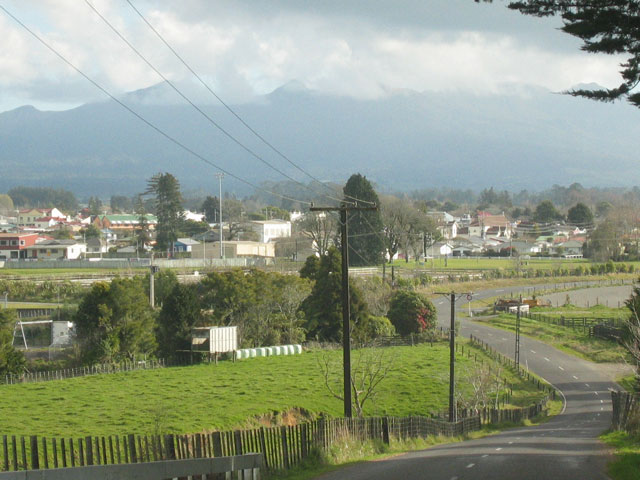
イングルウッド.

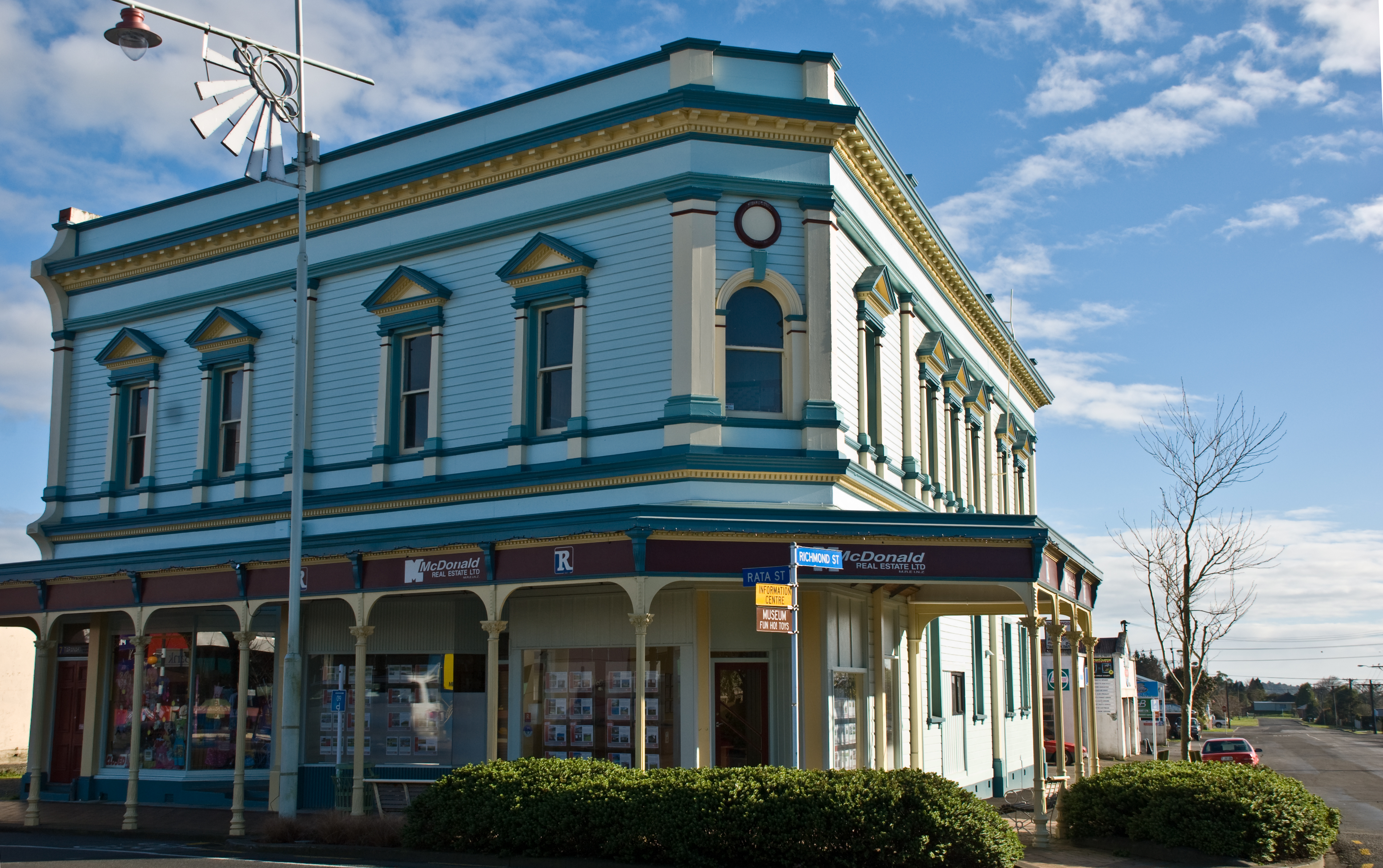

イングルウッド (英: Inglewood) は、ニュージーランドの北島のタラナキ地方東北部にある小さな田舎町で、ニュープリマスから約16km内陸に位置する。ストラトフォードからの距離は21kmとなる。町の人口は、2006年において3,090人であった。